# Réserve naturelle de Ringane
La Réserve naturelle de Ringane  est une aire protégée norvégienne qui est située dans le municipalité de Larvik, dans le comté de Vestfold.

## Description
La réserve naturelle de 0,064 km2 a été créée en 2006. La réserve naturelle est située à deux kilomètres et demi au sud-ouest de l'agglomération d'Ula.
La réserve comprend des plages de galets, des affleurements de roche moutonnée, des marais de plage, quelques petits marais salés et des marais secs calcaires. Le plus éloigné de la plage est un marais avec une forêt d'aulne noir.

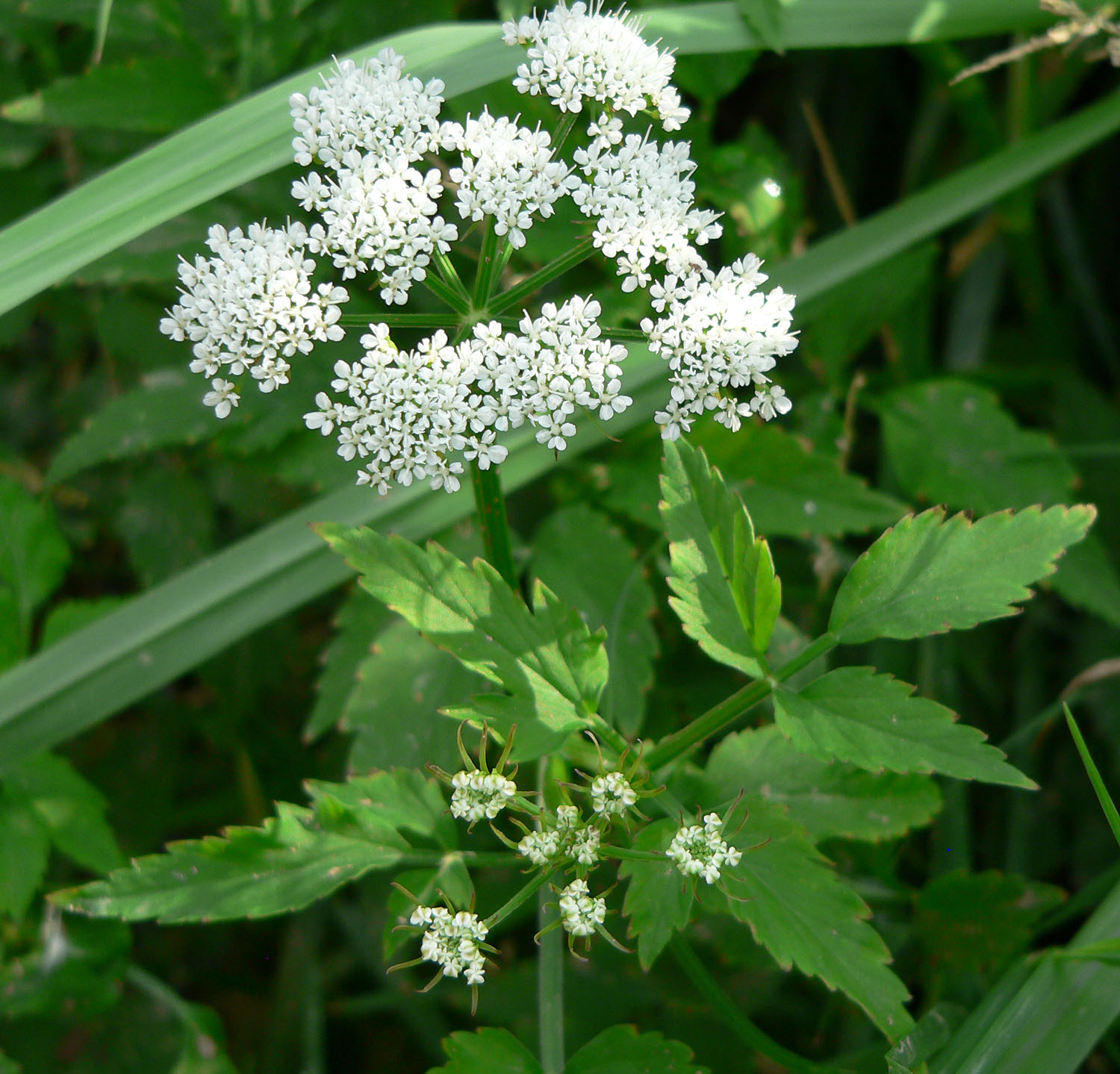
Berula erecta

Dans la réserve pousse la plante rare berle dressée (Berula erecta), une plante parapluie qui n'a été trouvée récemment que dans quelques endroits à Vestfold, Østfold et Vest-Agder.
Le but de la protection est surtout les zones de plage avec une végétation variée.